# Сардоба (Нишанский район)
Сардоба (узб. Sardoba) — посёлок городского типа, расположенный на территории Нишанского района Кашкадарьинской области Республики Узбекистан.

Статус посёлка городского типа с 2009 года.